# 科尔舒诺沃市镇
科尔舒诺沃市镇（俄语：Коршуновское муниципальное образование）是俄罗斯联邦伊尔库茨克州基廉斯克区所属的一个市镇。其下辖有6个居民点，行政中心为科尔舒诺沃。据2016年统计，该市镇的人口为185人。